# Chrysops stimulans
Chrysops stimulans är en tvåvingeart som beskrevs av Walker 1850. Chrysops stimulans ingår i släktet Chrysops och familjen bromsar. Inga underarter finns listade i Catalogue of Life.